# Nelly Karim
Nelly Karim (en árabe: نيللي كريم‎, nacida el 18 de diciembre de 1974 en Alejandría, Egipto) es una actriz, modelo, y bailarina egipcia

## Vida y carrera
Nelly Karim es una actriz, modelo y bailarina egipcia. Es hija de una madre rusa y padre egipcio. A partir del 2016, ha participado en más de 25 películas y series egipcias. Karim ha hecho pública su negativa a interpretar "personajes seductores" desde 2006. En 2016 se desempeñó como miembro del jurado de la sección Horizontes en la 73.ª edición del Festival de Cine de Venecia.

### Vida personal
Karim tiene cuatro hijos, el último de los cuales nació en 2011.

## Filmografía

### Cine
- “Youth on Air” (2001, como Sahr)
- “Runaway Mummy” (2002, como Dalia)
- “Alexandria... New York” (2004, como Carmen / Rita Haweri)
- “Your Love's Fire” (2004, como Salma as Juliet)[12]
- “Ghabi mino fih” (2004, como Samia)
- “My Soul Mate” (2004, como Shams)
- “War of Italy” (2005, como Hana)
- “Open Your Eye” (2006, como Yasmine)
- “To End of the World” (2006, como Salma)
- “Rash Boy Dreams” (2007, como ella misma)
- “Have We Met Before?” (2008, como Sarah)[13]
- “One-Zero” (2009, como Riham)
- “Alzheimer's” (2010, como Mona, la enfermera)
- “678” (2010, como Seba)
- “The Blue Elephant” (2014)
- “Clash” (2016)
- ”Buying a man” (2017, como Shams)

### Televisión
- “Face of the Moon” (2000)
- “Hadith Alsabah wa Almassaa” (2001)
- “Zat” (2013)
- “Women's Prison” (2014)
- ”Saraya Abdeen” (2014)
- ”Under Control” (2015)
- ”Sokot Hor” (2016)[14][15][16]
- ”Li Aa'la Se'er” (2017)
- ”Disappearance” (2018)

## Premios
- Mejor Actriz en el Cairo International Film Festival (2004, ganó por Enta omry, empatando con Eszter Bagaméri)[7]
- Premio especial en El Cairo Festival Nacional de Cine Egipcio (2010, ganó por Wahed-Sefr)[7]
- Gran Premio del jurado en el Asia Pacific Screen Awards (2011, premio grupo con Nahed El Sebaï y Boshra por 678)[17]
- Mejor Actriz en el Árabe Film Festival (2012, ganó por 678)[18]